# Пеуляска (Мелурень, Арджеш)
Пеуляска (рум. Păuleasca) — село у повіті Арджеш в Румунії. Входить до складу комуни Мелурень.
Село розташоване на відстані 119 км на північний захід від Бухареста, 17 км на північ від Пітешть, 111 км на північний схід від Крайови, 93 км на південний захід від Брашова.

## Населення
За даними перепису населення 2002 року у селі проживали 797 осіб, усі — румуни. Усі жителі села рідною мовою назвали румунську.